# Goniocotes gallinae
Goniocotes gallinae är en insektsart som först beskrevs av De Geer 1778.  Goniocotes gallinae ingår i släktet trollöss, och familjen fjäderlöss. Inga underarter finns listade i Catalogue of Life.